# Tartui repülőtér
A Tartui repülőtér (észt nyelven: Tartu lennujaam) (IATA: TAY, ICAO: EETU) Észtországban található, Tartu várostól mintegy 10 kilométernyire, a Kambja községhez tartozó Reola falu területén. A tartui repülőtér Észtország egyik nemzetközi repülőtere, melynek tulajdonosa és egyben üzemeltetője a Tallinn Airport. Ülenurmei repülőtér néven is ismert. Jelenleg nincs menetrend szerinti utasforgalom a repülőtéren.

## Története
A repülőtér 1946. május 15-én nyílt meg. 1975-ben a kifutópálya aszfaltburkolatot kapott. 1981. augusztus 14-én új utasforgalmi terminált adtak át. Az ELK légitársaság 2000. július 7-e óta üzemeltet járatokat Tartu és Helsinki között. 2008-ban a kifutót meghosszabbították a mostani 1799 méteres távjára. 2009-ben nyílt meg a felújított utasforgalmi terminál. Ebben az évben szállt le itt először az Estonian Air Boeing 737-500 (ES-ABH) típusú gépe.
A Finnair Tartu és Helsinki között üzemeltetett járatot, ezt azonban 2022 szeptemberében megszüntették.

## Forgalmi és statisztikai adatok
| Év                                      | 2005 | 2006 | 2007 | 2008 | 2009 | 2010   | 2011   | 2012   | 2013   | 2014   | 2015   | 2016   |
| --------------------------------------- | ---- | ---- | ---- | ---- | ---- | ------ | ------ | ------ | ------ | ------ | ------ | ------ |
| Utasforgalom összesen                   | 902  | 1638 | 1182 | 826  | 9707 | 23 504 | 18 583 | 20 302 | 13 690 | 14 493 | 21 117 | 29 594 |
| Rakomány összesen (tonna)               | 0    | 0    | 0    | 0    | 0    | 0      | 0,02   | 0,3    | 0      | 0      | 0      | 0      |
| Gépmozgás (indulás és érkezés összesen) | 3201 | 4586 | 5170 | 5638 | 4597 | 4809   | 4971   | 6536   | 5159   | 5173   | 5052   | 4727   |

## Megközelítése
Az E 263 európai út, másik nevén a  Tallinn–Tartu–Võru–Luhamaa főútvonal a repülőtér mellett halad el.

## Fordítás
- Ez a szócikk részben vagy egészben  a   Tartu Airport című angol Wikipédia-szócikk ezen változatának fordításán alapul.  Az eredeti cikk szerkesztőit annak laptörténete sorolja fel. Ez a jelzés csupán a megfogalmazás eredetét és a szerzői jogokat jelzi, nem szolgál a cikkben szereplő információk forrásmegjelöléseként.